# Josa riveti
Josa riveti är en spindelart som först beskrevs av Lucien Berland 1913.  Josa riveti ingår i släktet Josa och familjen spökspindlar. Inga underarter finns listade i Catalogue of Life.